# Hooiwagen-drieluik
Het Hooiwagen-drieluik, ook De hooiwagen genoemd, is een drieluik van de Zuid-Nederlandse kunstschilder Jheronimus Bosch. Het stelt van links naar rechts voor: het Paradijs, een allegorische voorstelling rondom een hooiwagen en de hel. Van het drieluik bestaan twee versies: een in het Museo del Prado in Madrid (zie Hooiwagen-drieluik (Prado)) en een in het Escorial (zie Hooiwagen-drieluik (Escorial)).

## Middenpaneel
Op het middenpaneel is te zien hoe – onder het alziend oog van een Christus als Man van Smarten – een hooiwagen wordt bestormd door een hysterische mensenmenigte, waarvan iedereen een beetje hooi probeert te bemachtigen. De kar wordt voortgetrokken door angstaanjagende demonen, terwijl de kar gevolgd wordt door een stoet hoogwaardigheidsbekleders, waaronder koningen, edelen en een paus. Op de voorgrond is te zien hoe het hooi in de zakken van monniken en kwakzalvers terechtkomt.
Uit verschillende laatmiddeleeuwse bronnen blijkt dat hooi geassocieerd werd met wereldse zaken, zoals bedrog, ijdelheid, materialisme en genotzucht. Hooi komt bijvoorbeeld voor in de spreekwoorden ‘iemands kaproen met hooi vullen’ (iemand bedriegen) en ‘de wereld is een hooistapel, en ieder neemt daarvan zoveel hij vatten kan’. Ook komt het voor in formuleringen als ‘tis al hoy’ (het is allemaal hooi) en ‘alle vlees is hooi’, steeds verwijzend naar de vergankelijkheid van de mens. Deze uitdrukkingen zijn te herleiden tot de Bijbelpassage:

Alle vlees is gras, en al zijn goedertierenheid als een bloem des velds.
Het gras verdort, de bloem valt af, als de Geest des Heeren daarin blaast; voorwaar, het volk is gras.
— Jesaja, 40:6-7.

In de 15e- en 16e-eeuwse Middelnederlandse literatuur worden in dit verband echter ook andere Bijbelpassages aangehaald, zoals Psalm 90:6, Psalm 102:5-12, Matteüs 6:30, 1 Korintiërs 3:12 en Jakobus 1:10-11. Van alle Middelnederlandse bronnen, waarin hooi op allegorisch-religieuze manier gebruikt wordt, komt het rijmdicht Van den hopper hoeys (Over de hooimijt), afkomstig uit het in de jaren 1460 geschreven Geraardsbergse handschrift, het meest overeen met het Hooiwagen-drieluik van Bosch. De eerste twee strofen van dit gedicht luiden:

De vader god van hemelrijke
Heeft dit eerdsche goet ghegheven
Recht eenen hopper hoeys ghelike
Dat wy daer op souden leven
Alle ende niement uut ghescreven
Maer het maect te vele vernoys
Dat hi onghedeelt es bleven
Desen goeden hopper hoys

Uut siner groter miltheden
Gaf hi den hopper al gheheel
Om ons te nutten met minnelicheden
Sonder kijf ofte crackeel
Maer elc wils een groot partseel
Vlaminc duutsche ende franchoeys
Elc hadde gheerne tmeeste deel
Van den goeden hopper hoys(God de vader in de hemel heeft dit aardse goed gegeven, dat te vergelijken is met een hooimijt, waar wij van zouden moeten leven, allemaal en niemand uitgezonderd. Maar het veroorzaakt te veel leed dat zij onverdeeld is gebleven, deze hooimijt. Door zijn grote mildheid gaf Hij deze hooimijt helemaal aan ons om er vreedzaam van te genieten, zonder ruzie of gekrakeel. Maar iedereen wil een grote portie: Vlaming, Duitser en Fransman. Ieder wil graag het beste deel van de goede hooimijt)

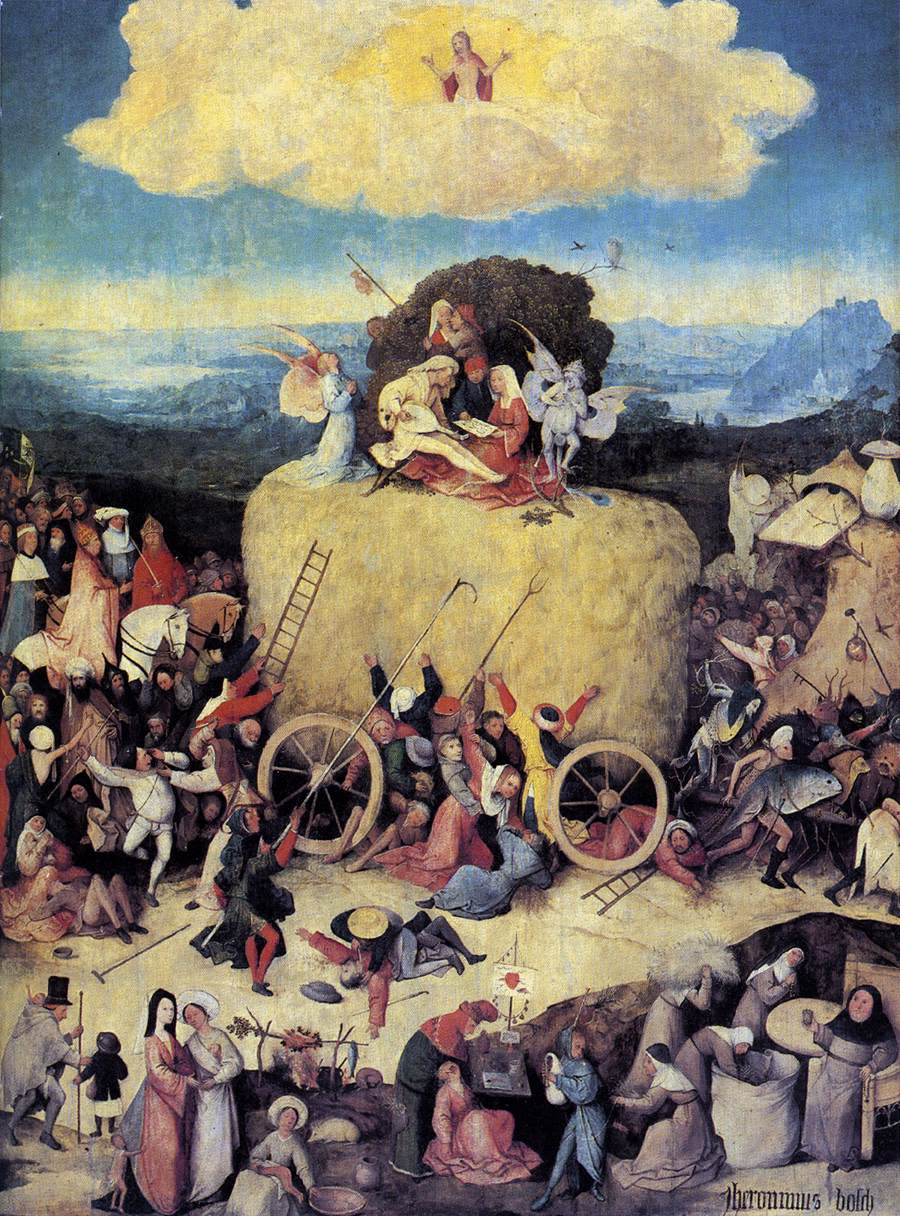
Middenpaneel: De hooiwagen

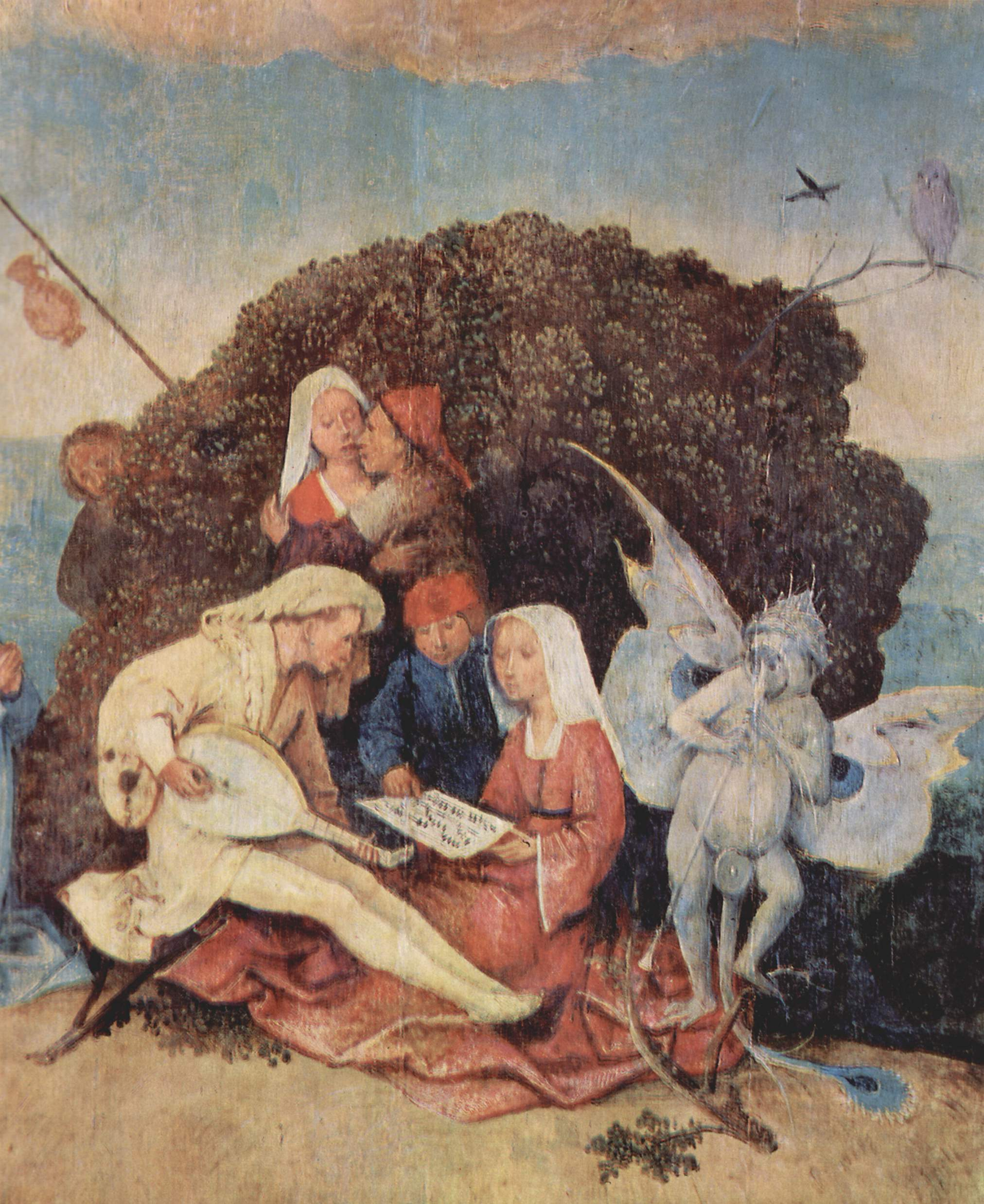
Detail van middenpaneel: De Bedriegelijke Verlokking

Het motief van een hooiwagen in plaats van een hooimijt vond Bosch waarschijnlijk in de wereld om hem heen. Op 15 augustus 1563 vond in Antwerpen een ommegang plaats ter ere van Maria. Deze ommegang bestond onder meer uit zogenaamde ‘punten’, versierde praalwagens met een allegorisch-moraliserend karakter. Een van deze praalwagens wordt omschreven als:

Eene Hoywaghen daer op sittende eene Sater, ghenaempt Bedrieghelijck aen locken, achter volghende alle Natie van volck, treckende aen het Hoy, als Woekeners, Cassiers, Creemers &c. midts dat ertsch ghewin al hoy is(Een hooiwagen met daarop een sater met de naam de Bedriegelijke Verleiding, en daarachter allerlei soorten volk, zoals woekeraars, bankiers en marskramers, die aan het hooi trekken, terwijl aards gewin allemaal hooi is)

Deze ‘hoywaghen’ komt in grote lijnen overeen met die van Bosch. Ook hij heeft rondom de hooiwagen allerlei soorten slecht volk afgebeeld, terwijl zich boven op de hooiwagen een ‘sater’ bevindt, in de vorm van een blauwe duivel, die een musicerend gezelschap verlokt met zijn mooie fluitspel. Er is echter ook één belangrijk verschil: in de Antwerpse ommegang wordt slechts één zonde beschreven – de hebzucht – terwijl Bosch meerdere zonden heeft afgebeeld.

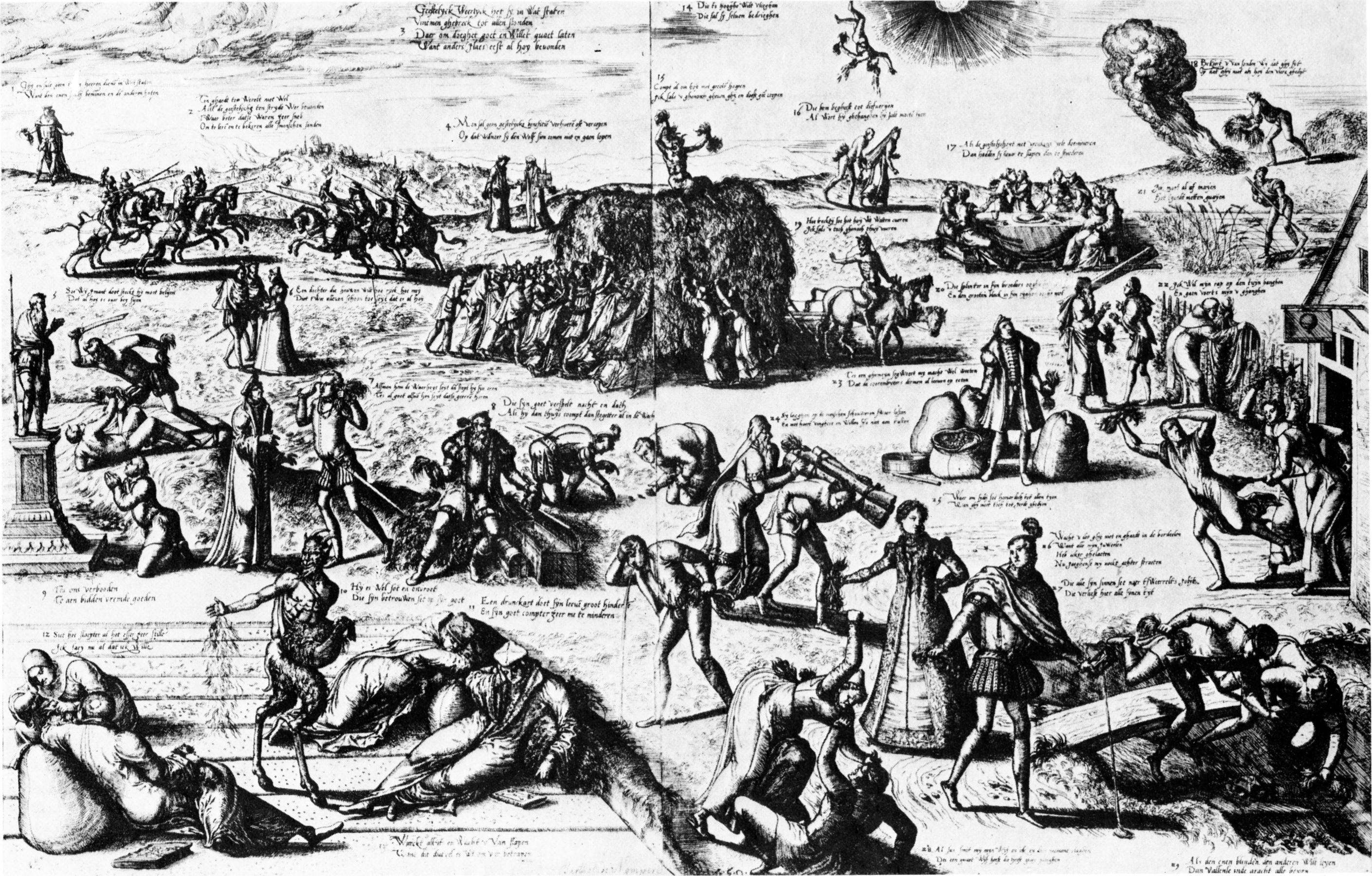
Frans Hogenberg. Al Hoy. 1559. Gravure. Brussel, Koninklijke Bibliotheek

Dat het hooi in de late middeleeuwen werd geassocieerd met een reeks van zonden wordt bevestigd door de in 1559 uitgegeven prent Al Hoy (Allemaal hooi) van de Zuid-Nederlandse prentkunstenaar Frans Hogenberg in de Koninklijke Bibliotheek in Brussel. Op deze prent is het volk rondom de hooiwagen in groepjes verdeeld en voorzien van bijschriften. Zo staat bij een van deze groepjes te lezen:

Geestelyck weerlijck het sij in wat staten
Vint men ghebreck tot allen stonden
Daer om doeghet goet en willet quaet laten
Want anders (Ilaes) eest al hoy bevonden(Geestelijke en wereldlijke personen van alle rangen blijken voortdurend gebreken te vertonen. Doe daarom het goede en vermijd het kwaad. Want anders zal het (helaas) allemaal hooi blijken te zijn)

Op het middenpaneel van het Hooiwagen-drieluik heeft de schilder op de voorgrond ook een aantal groepjes afgebeeld, die elk met één of meerdere zonden in verband kunnen worden gebracht. In het midden heeft hij een kwakzalver afgebeeld, te herkennen aan het snoer van tanden om zijn hals en de nep-oorkonde op tafel. Uit zijn geldbeugel steekt een bosje hooi. Het hooi staat hier dus symbool voor hebzucht.

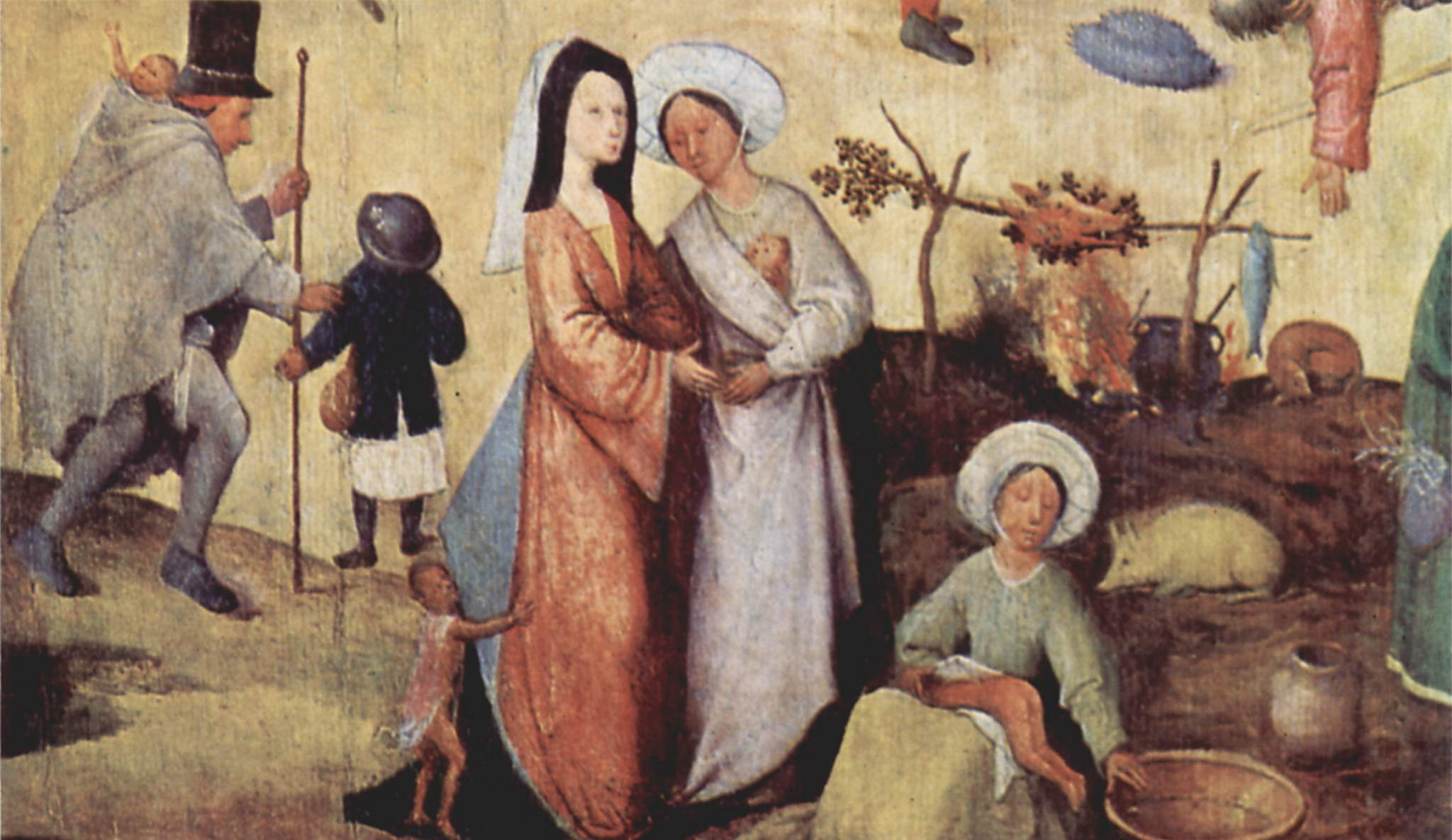
Detail van middenpaneel: Blinde man en twee Romavrouwen

Links daarvan bevinden zich twee Romavrouwen, te herkennen aan hun opvallende, witte hoofddeksels en hun donkere huidskleur. Een van deze vrouwen wast het achterwerk van een naakt kind, terwijl de andere vrouw de hand leest van een blanke burgervrouw. De Roma vestigden zich omstreeks 1420 in de Nederlanden en stonden in Bosch’ tijd in een kwaad daglicht, omdat ze zich schuldig zouden maken aan bedelarij, stroperij, diefstal en zelfs het ontvoeren en verhandelen van kinderen. Het witte zwijntje achter de zittende Romavrouw verwijst mogelijk naar de zondaar die zich eerst bekeert en vervolgens weer in zonde vervalt, als een gewassen zeug, die zich opnieuw in de modder wentelt (2 Petrus 2 : 20-22). Dit hangt mogelijk samen met het beeld dat men destijds van de Roma had. De eerste Roma zouden zich voor hebben gedaan als pelgrims en later zouden ze beweerd hebben goede christenen te zijn.
De haring aan de stok boven het vuur illustreert mogelijk het gezegde ‘haring braden om de kuit’ (op bedrieglijke wijze winst proberen te maken), zoals dit ook voorkomt op het schilderij Nederlandse spreekwoorden van Pieter Bruegel de Oude in de Gemäldegalerie in Berlijn. Hiermee beklemtoont de schilder het bedrog van de Romavrouwen. De blinde bedelaar, die begeleid wordt door een jongen, geheel links, is een bekend motief in de Middelnederlandse literatuur. Het gedrag van de bedelaar wordt in deze bronnen afgekeurd, niet alleen vanwege de bedelarij, die als schadelijk voor de maatschappij werd gezien, maar ook omdat hij hier een jongen voor gebruikt. De insignes op zijn hoed geven aan dat het hier om valse pelgrims gaat.

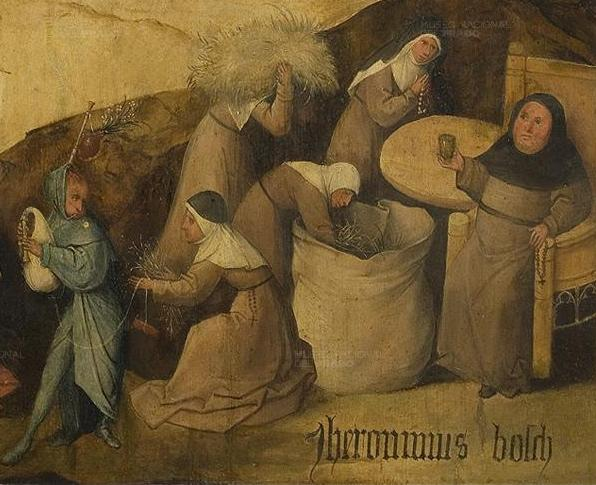
Detail van middenpaneel: Geestelijken vullen hun zakken

Rechtsonder bevinden zich een aantal kloosterlingen rondom een tafel. In dit tafereel maakt de schilder weer gebruik van de hooi-allegorie. De dikke pater, die in zijn stoel het glas heft, verwijst naar de wellust en luiheid van de geestelijke stand. Voor hem staat een grote zak met hooi die door zijn nonnen wordt gevuld. Hiermee verwijst Bosch naar de hang naar materieel gewin, waarvan in veel kloosters sprake was. Links daarvan biedt een non een doedelzakspeler wat hooi aan in ruil voor een worst. De worst werd in de middeleeuwse beeldende kunst en literatuur niet zelden gebruikt als fallussymbool (zie ook het mogelijk aan Bosch ontleende schilderij De blaasbalghersteller). Bovendien stonden rondreizende musici in de middeleeuwen in een zeer slecht daglicht; zo worden ze in Dat Boeck vanden Voirsienichheit Godes voorgesteld als handlangers van de duivel, die de burgerij aanzet tot bandeloos en zedenverwilderend gedrag.
Achter de hooiwagen rijdt een stoet hoogwaardigheidsbekleders te paard bestaande uit een Duitse keizer (met de keizerskroon), een paus (met de Pauselijke Tiara), een Bourgondische hertog (met de muts met ‘tongen’), een Franse koning (met de muts met fleurs-de-lys) en waarschijnlijk ook een Oosters-orthodoxe patriarch. Boven de stoet wapperen drie vaandels met onder meer de fleur-de-lys van Frankrijk en de dubbele adelaar van Duitsland. Hiermee geeft de schilder aan dat ook de hoogste standen te zeer hechten aan aardse zaken. Kritiek op de paus was in Bosch’ tijd echter niet nieuw, zoals de volgende passage uit de Vierde Martijn (Brabant, 1299) aantoont:

Mi dunct dat alle heren vellen
Edelheit ende aue pellen
Ende en volgen niet der eren;
Si volgen al der valschen bellen
Den rechten wech ter leider hellen
[...]
Roeme hevet sere mesdaen.
Al seggic roeme, wildijt verstaen,
Ic sael u wel ontbinden:
Ic meene den paeus sonder waen
Ende die den hove anegaen.(Mij dunkt dat alle heren de edelheid te kort doen en van zich afstoten. Zij volgen niet de weg van de eer, maar laten zich op een dwaalspoor brengen en betreden het pad dat recht naar de jammerlijke hel leidt. [...] Rome heeft veel misdaden begaan. Al zeg ik Rome, begrijp me goed, ik zal het je verklaren: ik bedoel hiermee in feite de paus, en al die tot zijn hof behooren.)

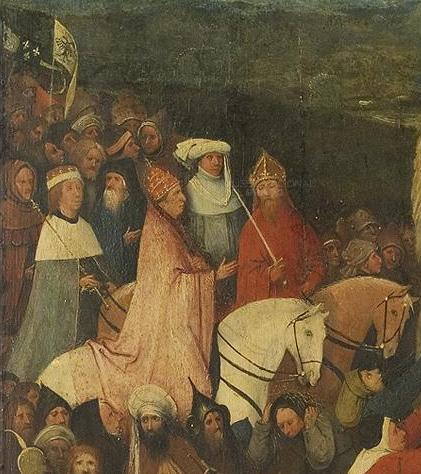
Detail van middenpaneel: De machtigen der aarde

Bovendien was een paardrijdende paus in de late middeleeuwen de metafoor bij uitstek voor hoogmoed. Zo schreef de Antwerpse rederijkster Anna Bijns:

Petrus Paus zijnde duer de werelt ginck
Devangelie Preken met moede leden.
Merckt, of hij begout, besilvert, beperelt ginck.
Heeft hij oock frische hencxten beschreden?(Toen Petrus paus was, trok hij met vermoeide ledematen door de wereld om het evangelie te prediken. Denk je dat hij goud, zilver en parels met zich meedroeg? En heeft hij wakkere hengsten bereden?)
— Anna Bijns

Ook maakt de paus een na u-gebaar richting de keizer, waarmee de schilder zijn schijnheiligheid onderstreept. Hiervoor is te midden van een groep personen, die aan hun trechtervormige hoedjes te herkennen zijn als Joden, een man met een witte tulband afgebeeld. Deze figuur houdt zijn hand op zijn buik alsof hij zwanger is. Waarschijnlijk is deze figuur de Antichrist. De Antichrist werd in de middeleeuwen vereenzelvigd met de Romeinse keizer Nero, die volgens een legende zwanger was van een worm. Ook was de gedachte dat de Antichrist geboren zou worden uit het Joodse volk in Bosch’ tijd wijd verspreid.

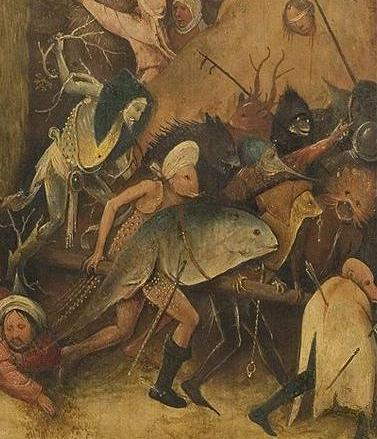
Detail van middenpaneel: Duivelse wagenmenners

De hooiwagen wordt getrokken door een aantal demonen, die samengesteld zijn uit mens-, dier- en plantachtige elementen. Ze trekken de wagen – en daarmee ook de nietsvermoedende en door het hooi verblinde mensheid – in de richting van het rechterpaneel. De demonen worden gemend door een met dorre takken begroeide duivel. Dit motief illustreert mogelijk het spreekwoord ‘den hoywagen drijven’ (iemand beliegen of voor de gek houden), terwijl zijn donkerblauwe kap verwijst naar het spreekwoord ‘iemand de blauwe huik omgangen’ (iemand bedriegen).
Achter de groep demonen is te zien hoe een groep Joden – opnieuw te herkennen aan hun hoofddeksels – een grot verlaat en zich net als de rest van de mensheid op het hooi stort. Deze voorstelling is waarschijnlijk gebaseerd op een aan Ezechiël 38-39 en Openbaringen 20:8 ontleende legende, waarin een groep door Alexander de Grote in een grot opgesloten Joden aan het einde der tijden wordt bevrijd en onder leiding van de Antichrist het christendom grote schade toebrengt.

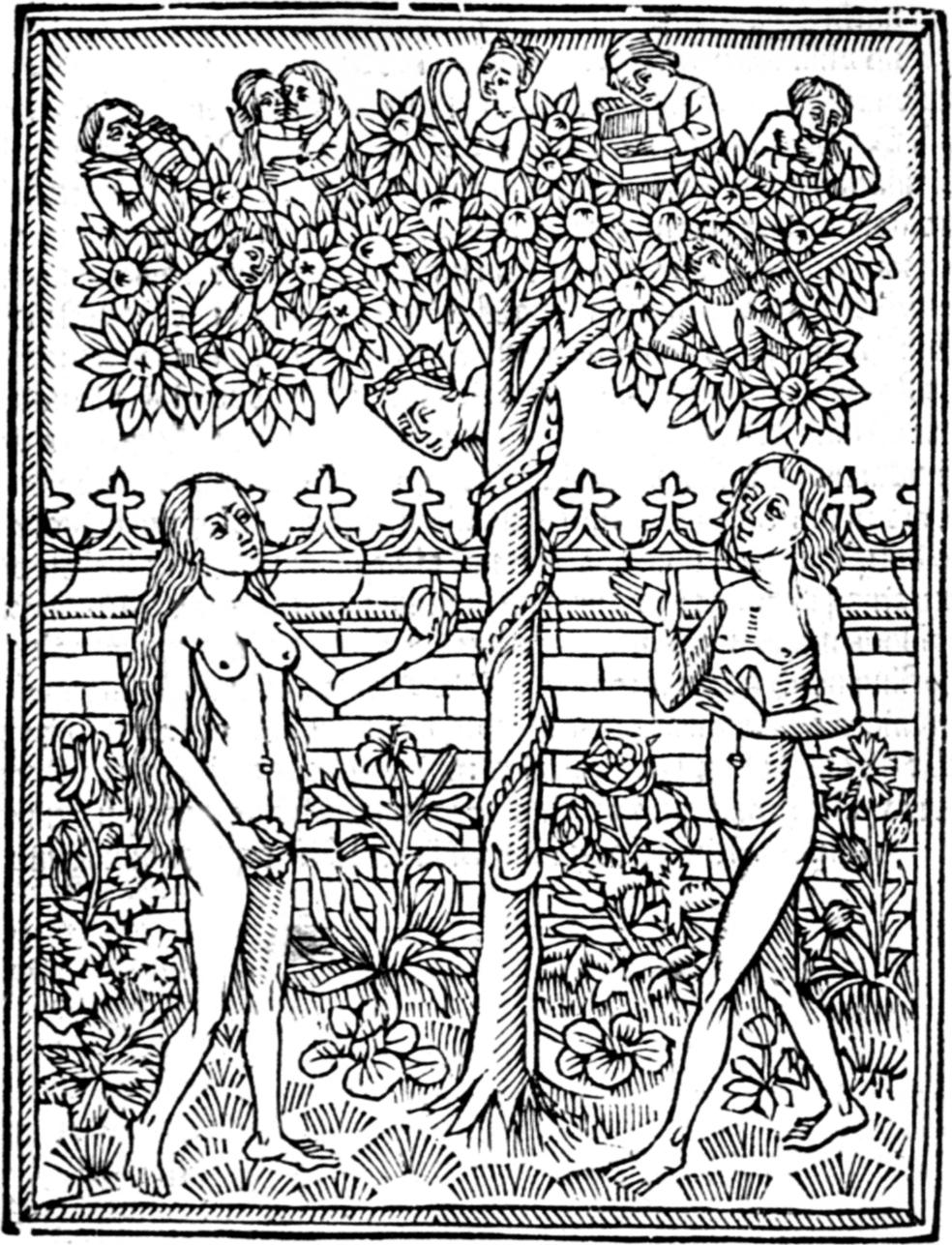
De zeven hoofdzonden. Afkomstig uit Giovanni Boccaccio (15e eeuw) De mulieribus claris.

Boven op de hooiwagen lijkt een struik te groeien. In deze struik bevindt zich een zoenend paartje. Dit motief komt overeen met een 15e-eeuwse prent uit Giovanni Boccaccio's De mulieribus claris, waarin het verwijst naar de hoofdzonde onkuisheid. Het muziekmakende paar, dat zich voor deze struik bevindt, doet denken aan het muziekmakende paar op Bruegels Triomf van de Dood. Muziekmaken werd in de late middeleeuwen geassocieerd met ijdelheid, omdat het ervoor zorgde dat men het geloof verwaarloosde. Waar men bij Bruegel muziek maakt op de klanken van de dood, laat Bosch hen begeleiden door een blauwe, fluitspelende duivel. De kleur blauw was in Bosch’ tijd de kleur van het bedrog. Ook tijdens de Mariaommegang in Antwerpen bevond zich boven op de hooiwagen een duivel, die ‘Bedriegelijke Verlokking’ genoemd werd. Dit verleidingsmotief wordt versterkt door de steenuil rechts, die in deze context gebruikt wordt als lokmiddel bij de vogelvangst (zie ook Bosch’ Uilennest). Geheel links steekt uit de struik een stok met daarop een kan bevestigd. Dit motief wordt van de 15e tot en met de 17e eeuw gebruikt als uithangteken van herbergen. Dit onderstreept het zondige karakter van de voorstelling.
Op het middenpaneel zijn dus verschillende zonden afgebeeld: hebzucht en onkuisheid, maar ook hoogmoed en luiheid. Volgens de neerlandicus Eric de Bruyn hangt de voorstelling samen met de Wereld, Vlees en Duivel-gedachte, die in de late middeleeuwen regelmatig voorkomt in religieus getinte literatuur. De strekking van deze gedachte is dat de duivel de mens voortdurend tot zonde probeert te verleiden door middel van aardse zaken (Wereld) en seksualiteit (Vlees). Er wordt echter ook verwezen naar de Dag des oordeels. Helemaal bovenin, hoog boven de hooiwagen, is Christus afgebeeld als Man van smarten; zijn kruisigingswonden en de lanswond in zijn rechterzij zijn duidelijk zichtbaar. Volgens sommige bronnen zal Christus deze wonden op de Dag des oordeels aan de zondaars zien om hen in verlegenheid te brengen. Bosch heeft hier echter geen Laatste Oordeel afgebeeld, waarmee hij de toeschouwer dus duidelijk probeert te maken dat zolang de Dag des oordeels niet is aangebroken, men – dankzij de offerdood van Christus – kan rekenen op de genade van God.

## Zijluiken
Op de zijluiken wordt het religieus kader waarvan op het middenpaneel sprake is verder uitgewerkt. Het linkerluik stelt het paradijs voor en het rechterluik de hel. Beide voorstellingen vormen dus elkaars uitersten: het begin en het (mogelijke) einde. Op het linkerluik is van boven naar beneden de schepping van Eva, de zondeval en de verdrijving uit het paradijs afgebeeld. Deze voorstellingen zijn direct ontleend aan het Bijbelboek Genesis. In de hemel is God de Vader afgebeeld met daaronder de val van de opstandige engelen. In deze voorstelling, die ontleend is aan Openbaringen 12:7, geeft de schilder de opstandige engelen weer als insecten, padden, hagedissen en zwarte vogels. In de middeleeuwse literatuur worden duivels vergeleken met lagere diersoorten als insecten. In de Bonum universale de apibus van de schrijver Thomas van Cantimpré worden duivels vergeleken met kikkers, wespen, horzels en kevers, terwijl andere bronnen beschrijven hoe de duivel de gedaante aanneemt van een zwarte vogel, zoals een kraai, een roek of een raaf. Volgens Bosch-kenner Charles de Tolnay is deze voorstelling gebaseerd op een natuurobservatie, bijvoorbeeld een door insecten omzwermde lichtbron. Op het linkerpaneel vat de schilder dus samen hoe de mens werd gestraft voor de erfzonde en hoe het kwaad zijn intrede in de wereld deed.

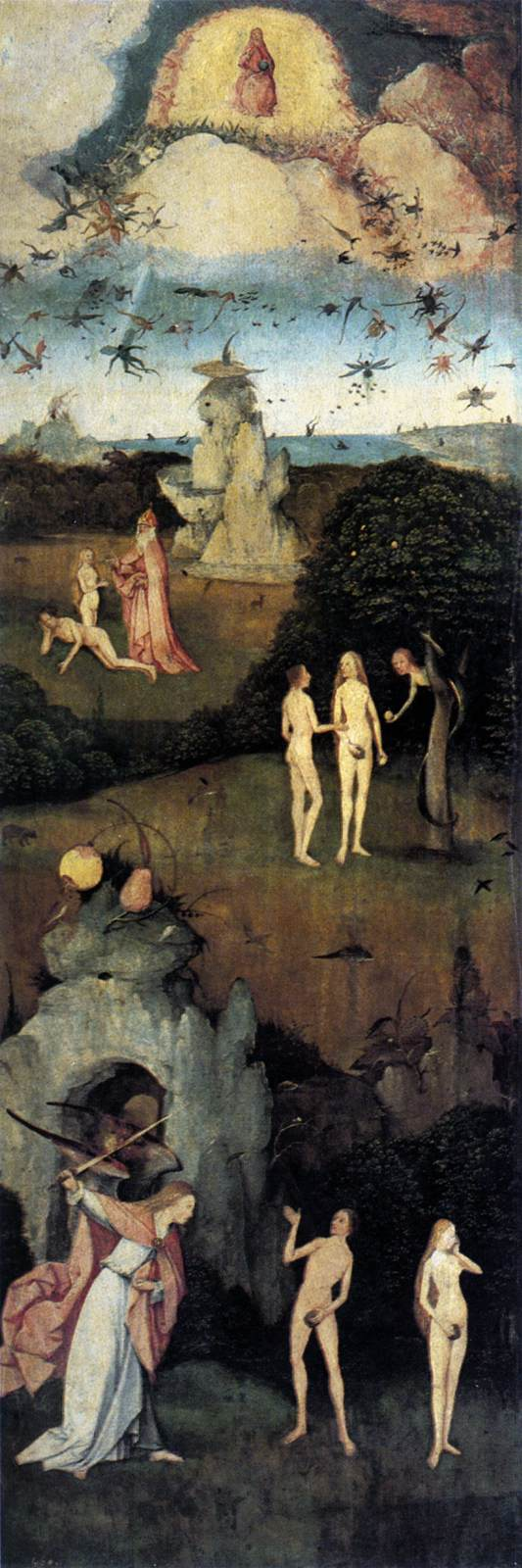
Hooiwagen-drieluik, linkerluik

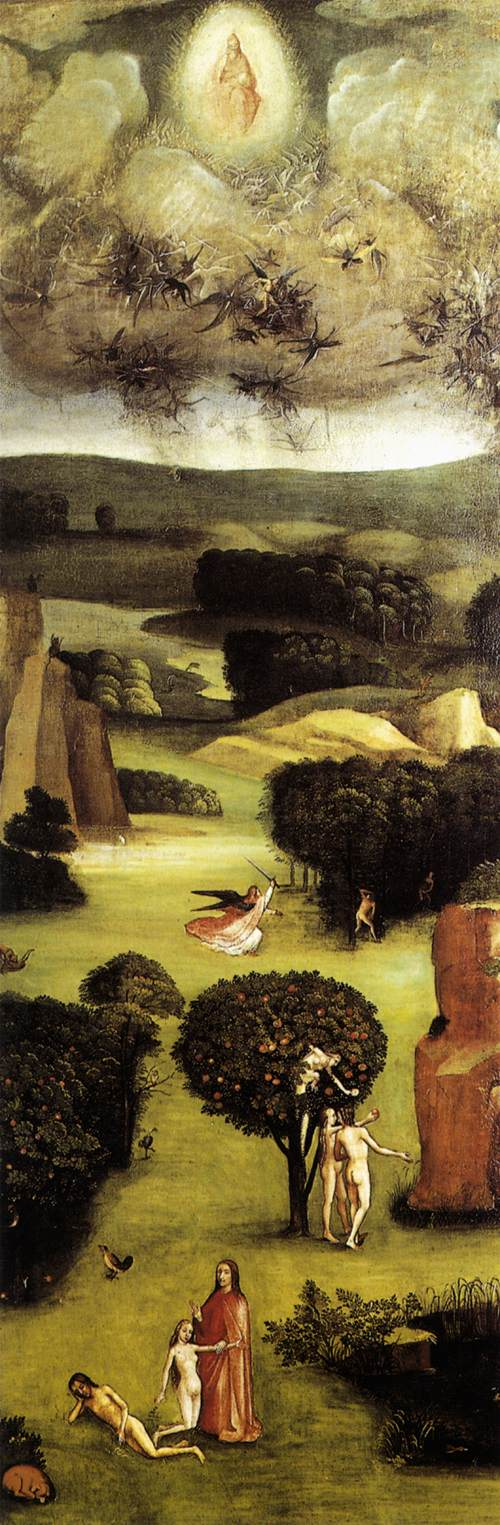
Laatste Oordeel-drieluik, linkerluik

Het linkerluik is een vinding van Bosch en komt in grote lijnen overeen met het linkerluik van het eveneens aan hem toegeschreven Laatste Oordeel in Wenen. Hierbij moet echter opgemerkt worden dat de schilder hier traditionele motieven combineert met eigen motieven. Zo komen de schepping van Eva, de Zondeval en de verdrijving uit het paradijs overeen met zowel de laatmiddeleeuwse beeldtraditie als de literatuur, maar is de paradijsbron geheel nieuw. Boven op deze paradijsbron heeft de schilder een vis afgebeeld, alsof een van de gevallen engelen het paradijs is binnengedrongen, waarmee hij een verband legt tussen de val van de opstandige engelen en de oorsprong van alle zonden. Bosch was echter niet de eerste die dit verband legde. In de Speculum Humanae Salvationis, die omstreeks 1410 in het Middelnederlands werd vertaald, wordt beschreven hoe de val der opstandige engelen de bron is van alle kwaad in de wereld. Tegelijkertijd wordt erop gewezen dat de offerdood van Christus de mens van dit kwaad zal verlossen.

Dese spieghel zal oec vraylijc maken
Openbare ende elken bekant,
Hoe de mensche biden viant
Mids ziere boosheit ende loghen
Jammerlike was bedroghen,
Dat hi vanden paradijse neder
Was ghesteken ende hoe hi weder
Wart ghebracht ter zaligher stede
Bi ons heren ontfarmichede(Deze spiegel zal waarhgeidsgetrouw aan iedereen openbaren en bekendmaken hoe de mens door de boosheid en leugenachtigheid van de duivel werd bedrogen, zodat hij uit het Paradijs werd verdreven. En hoe hij weer de zaligheid verwierf dankzij de barmhartigheid van Onze Heer)

Maar ook door de opstandige engelen weer te geven als insecten blijft de schilder binnen de middeleeuwse gedachtewereld. Zo verklaart de schrijver Jacob van Maerlant in zijn Der naturen bloeme (ca. 1270) het bestaan van hinderlijke insecten als muggen en vliegen vanuit de wraak van God voor de zonde van Adam en worden vlooien en andere insecten in de Dietsche Lucidarius (1400-1420) en de Spieghel der Menscheliker Behoudenesse beschreven als straf van God voor de hoogmoed van de mens.
Op het rechterpaneel is de hel afgebeeld. Deze voorstelling is gedeeltelijk ontleend aan de middeleeuwse Laatste Oordeel-iconografie. De overleden zielen zijn hier naakt afgebeeld, wat overeenstemt met laatmiddeleeuwse teksten, waarin gemeld wordt dat de zielen van zowel uitverkorenen als verdoemden na de Dag des oordeels met hun lichaam zullen worden herenigd. Verder wordt er door demonen hard gewerkt aan de bouw van een burcht, waarop zich een ijsvogel bevindt, terwijl het landschap op de achtergrond in brand staat. Op de voorgrond is te zien hoe enkele verdoemde zielen een voor een over een brug de hel worden binnengeleid. Onder deze brug wordt een verdoemde ziel aangevallen door een paar honden.
De toren of burcht is een nieuwigheid van Bosch. Hij geeft hiermee aan dat de hel zich letterlijk uitbreidt, vanwege het groeiend aantal zondaars. De idee van een helse burcht komt ook voor in de Tafel van den Kersten Ghelove van de Hollandse schrijver Dirc van Delf.

Dat daer seven hooftsonden sijn bewijst ons scrift ende reden ghenoech. Die scrift bewijstse mitten seven bossen gheesten, die Christus van Maria Magdalena verdreef, die capiteyn sijn der sonden ende helsche borghe der verdomenis daer of ons tymmeren, als ic voer gheseit heb.(Dat er Zeven Hoofdzonden zijn, wordt voldoende bewezen in de Bijbel en het verstand. Het Bijbelse bewijs zijn de zeven boze geesten die Christus uit Maria Magdalena verdreef. Deze zijn de oversten van de zonden en zij bouwen hiermee voor ons helse burchten van verdoemenis, zoals ik hierboven gezegd heb.)
— Dirc van Delf (1404)

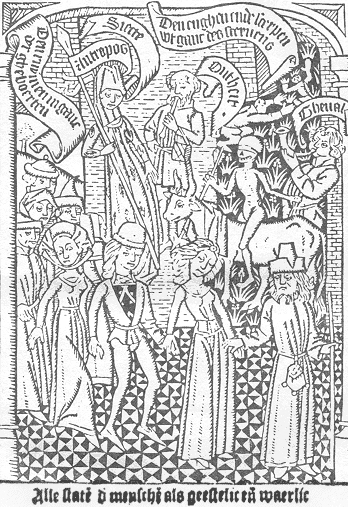
Anoniem. Alle state d'mensche als geestelic en waerlic. Afkomstig uit Pierre Michault (1482) Vanden drie blinden danssen, Gouda: s.n.

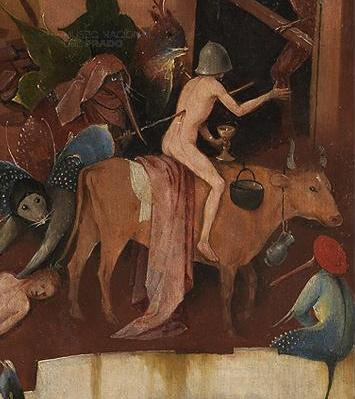
Detail van rechterpaneel: de ridder Tondalus/Allegorie op de Dood

De verdoemde ziel die op een koe de hel binnenrijdt is aan zijn helm te herkennen als soldaat en is gedeeltelijk ontleend aan Tondalus' visioen. In deze middeleeuwse legende ondergaat de Ierse ridder Tondalus in een staat van schijndood een visioen, waarin hij door de hel wordt geleid, waar hij geconfronteerd wordt met zijn wangedrag. Omdat hij ooit een koe heeft willen stelen, wordt hij gedwongen met deze koe over een zeer smalle brug een meer over te steken. Bosch’ ridderfiguur is echter doorboord met een speer, terwijl over de koe een lijkwade is gedrapeerd. Mogelijk is de ridder (tevens) bedoeld als allegorie op de dood, zoals deze voorkomt in een houtsnede uit het in 1482 in Gouda uitgegeven Vanden drie blinden danssen van Pierre Michault. De ridder is verder aan de gouden miskelk in zijn linkerhand te herkennen als heiligschenner en aan de zwarte pot, die aan de speer bungelt, als ‘moortbrander’ (brandstichter met dodelijke afloop). Kerkroof werd in de middeleeuwen gelijkgesteld met de hoofdzonde Avaritia (hebzucht). Ook in Die Spiegel der Sonden (1434-1436) worden rovende ridders beschuldigd van hebzucht.

Ten dorden se rouen op mennige gewide stede ende nemen der kircken oer guet ende doen si ducke verbernen(Ten derde roven zij op vele gewijde plaatsen en stelen zij voorwerpen uit kerken, die zij vaak platbranden)

Onder de brug worden (volgens de traditie) wellustelingen bestraft door twee honden en een kikker. Een tweetal van deze bestraffingen komen overeen met de hellescène van het paneel De Zeven Hoofdzonden in Madrid, dat eveneens aan Bosch toegeschreven wordt. Het gaat hier om de verdoemde zielen die door honden verscheurd worden en een zondaar met een pad op haar schaamdeel, die op dit werk verwijzen naar de hoofdzonden Invidia (afgunst) en Superbia (ijdelheid). Deze laatste bestraffing (de pad op het schaamdeel), maar ook de figuur linksonder met de slang om zijn been, kan echter ook verwijzen naar de hoofdzonde Luxuria (wellust). Zo beschrijft de Antwerpse non Jacomijne Costers een hellescène, die zij op 20 augustus 1489 tijdens een nachtelijk visioen gezien zou hebben, waarin ze een soortgelijke bestraffing waarnam.

Nochtans dat dese sielen ontalleijcke pijnen leden in haer schamel leden, beijde mans en vrouwen, sij schenen oock bij malcander te liggen op gloeijende bedden en in haer leden cropen slangen, padden en ander helsche dieren. [...]. En als de siel dese pijn aneschouwende was soo vraechden sij den engel wat pijne dat dat was. Hij antwoorde: ‘Dit is de pijn der oncuijser menschen en der overspelders.(Nochtans leden deze zielen verschrikkelijke pijnen in hun schaamdelen, zowel mannen als vrouwen. Zij lagen ook bij elkaar op schijnbaar gloeiende bedden en door hun ledematen kropen slangen, padden en andere helse dieren. [...]. En als de ziel [van Jacomijne] deze straf aanschouwde, vroeg zij de engel om welke straf het ging. Hij antwoordde: ‘Dit is de straf voor de onkuise mensen en zij die overspel begaan.)
— Jacomijne Costers (ca. 1489)

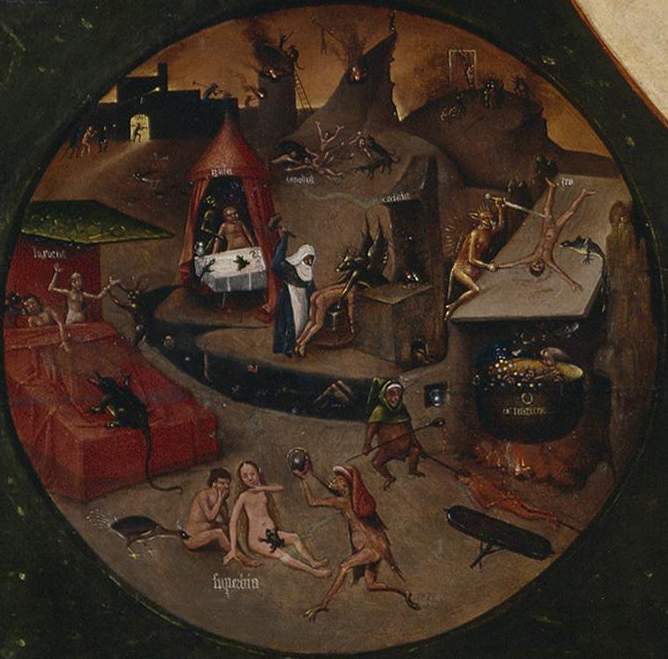
Jheronimus Bosch of navolger. De Zeven Hoofdzonden, detail

Het kan hier echter ook om de hoofdzonde Superbia gaan. Zo komt in de Dietsche Lucidarius de volgende passage voor:

Want om de hoverde groot,
Die sie hier drinken sonder noot;
Over haer verweende cleder hier
Worden si gewijst in 't helsche vier,
Daer vule wormen t'allen stonden
Hem sullen crupen in den monde,
Ende al om over haer lijf.(Want omwille van hun grote hoogmoed, die zij hier zonder reden bedrijven, en omwille van hun modezucht komen zij in het helsche vuur terecht, waar zij voortdurend vuil ongedierte in hun mond zullen voelen kruipen en om heel hun lichaam zullen voelen.)

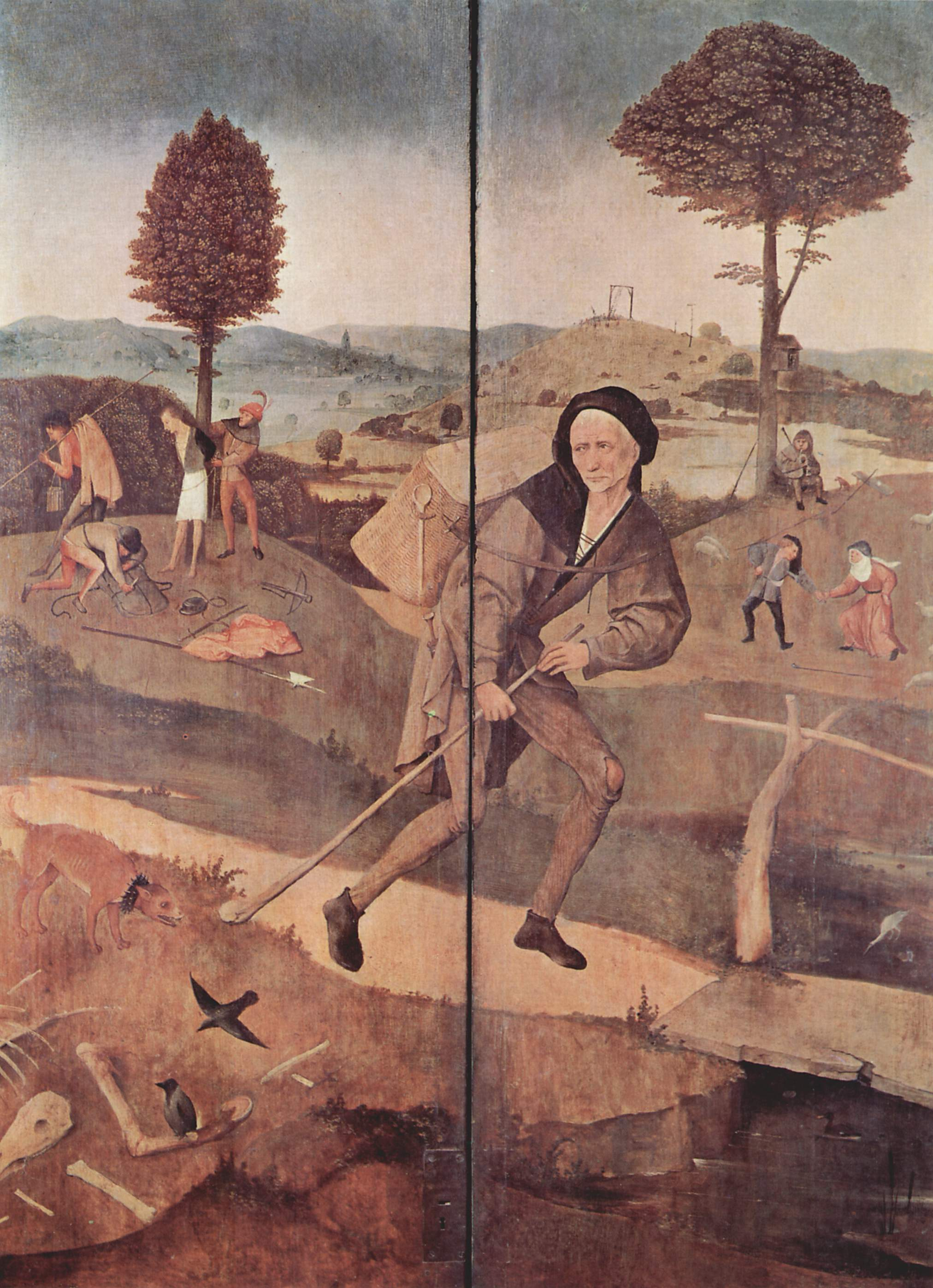
Buitenzijde

Het werk kan op verschillende manieren ‘gelezen’ worden. Enerzijds geeft het een vrij pessimistisch beeld van de mensheid, die leeft in oblivio dei (de vergetelheid van god), en zich net als Adam en Eva keer op keer laat verleiden door de duivel. Anderzijds verwijst het naar het Laatste Oordeel, dat de toeschouwer ervan moet overtuigen dat er altijd nog hoop op vergeving is door de offerdood van Christus. De verschrikkingen van de hel moeten in dit licht dan ook niet letterlijk genomen worden, maar als aansporingen tot berouw en inkering.
Het werk wordt door Bosch-kenner Jos Koldeweij in verband gebracht met de Moderne Devotie. Zo komt een voortsjokkende man, vergelijkbaar met die op de buitenluiken van de Hooiwagen, voor op het titelblad van Thomas van Kempens De Imitatione Christi. Bovendien stond in de Moderne Devotie een persoonlijke godsdienstbeleving centraal. Als Bosch een aanhanger van de Moderne Devotie was, zou dit verklaren waarom de Hooiwagen iconografisch geheel afwijkt met werk van tijdgenoten.

## Buitenzijde

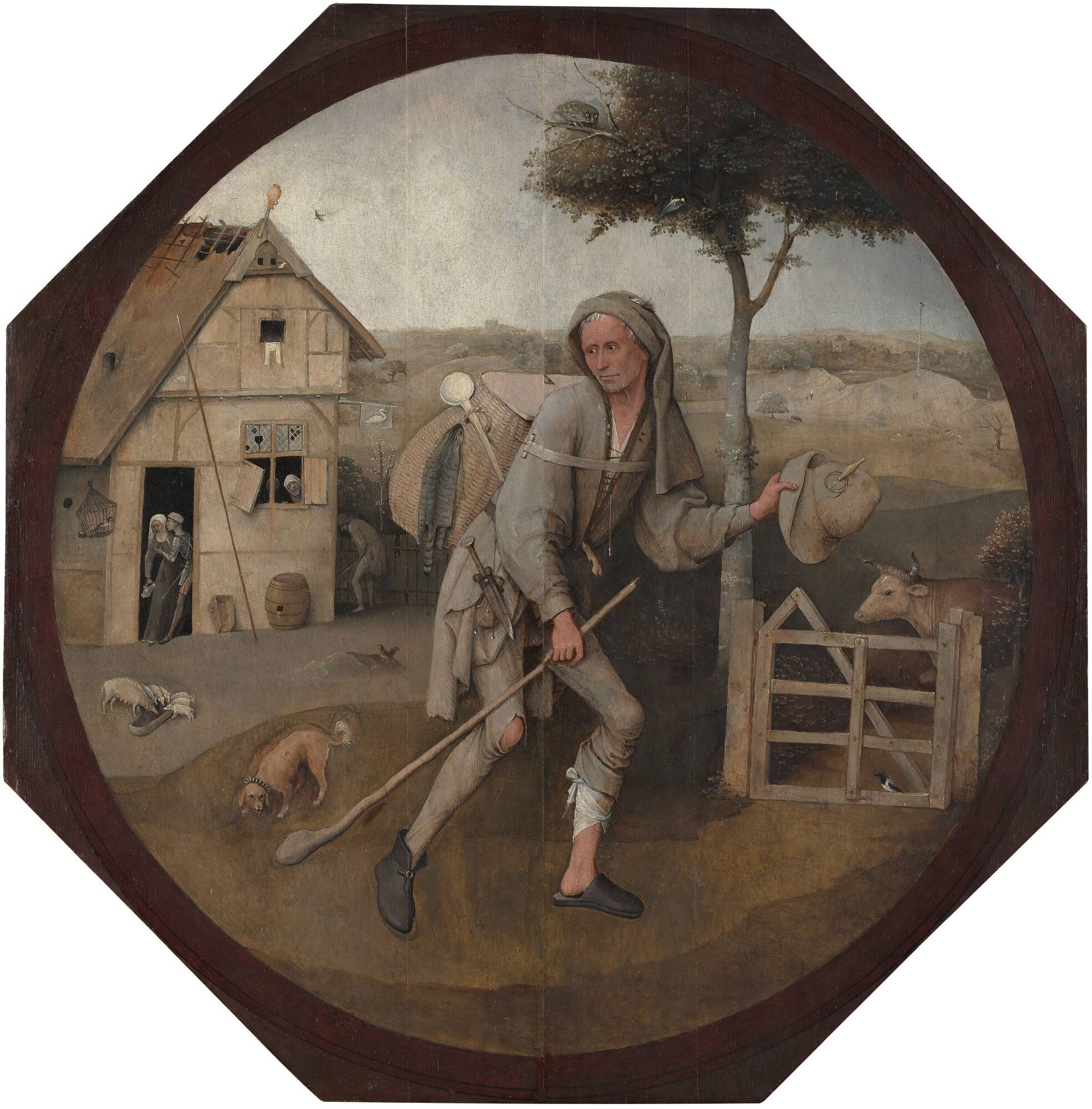
De Marskramer. 1493 of later. Rotterdam, Museum Boijmans Van Beuningen

Aan de buitenzijde bevindt zich een wat gemaniëreerde, omkijkende man in een weids landschap. Deze man komt in grote lijnen overeen met de figuur op het achthoekige paneel De marskramer in Museum Boijmans Van Beuningen in Rotterdam, dat samengesteld is uit twee fragmenten die eens de buitenzijde vormden van een drieluik. De achtergrond verschilt echter geheel. Op het Hooiwagen-drieluik wordt links een man beroofd, terwijl rechts een boerenpaar danst op de muziek van een doedelzakspelende herder. Op dezelfde manier als men op het middenpaneel God uit het oog heeft verloren, is men hier bezig met roof en de verwaarlozing van zijn plichten. Aan de horizon bevindt zich, mogelijk als waarschuwing, een grote mensenmenigte bij een lege galg, alsof hier elk moment een executie plaats kan vinden. De doedelzakspeler wordt vaak vergeleken met een van de gebeeldhouwde luchtboogbeelden van de Sint Janskathedraal in 's-Hertogenbosch, waarvan gezegd wordt dat ze geïnspireerd zijn door het werk van Bosch.
Schilderijen: Kruisdraging · De tuin der lusten · De keisnijding · Hooiwagen-drieluik · Calvarie met schenker · De Heilige Hiëronymus in gebed · Driekoningen-drieluik · Heilige Christoforus · Johannes de Doper in de wildernis · Johannes de Evangelist op Patmos · Antonius-drieluik · Verzoeking van de heilige Antonius (São Paulo) · De marskramer · Het narrenschip · Allegorie op de gulzigheid · De dood van een vrek · Heremieten-drieluik · Drieluik van de gekruisigde martelares · Visioenen uit het hiernamaals · Zondvloed en hel